# Бимиш, Линдси
Ли́ндси Би́миш (англ. Lindsay Beamish) — американская актриса, танцовщица

 и преподавательница актёрского мастерства.

## Биография
В 1997 году Бимиш получила степень бакалавра в области театрального искусства в Калифорнийском университете в Санта-Крузе, степень магистра изящных искусств в области писательского творчества в 2011 году в Вайомингском университете, а также степень магистра изящных искусств в области актёрского / драматического искусства в 2014 году в Калифорнийском университете в Дейвисе.
В 2006 году Бимиш была номинирована на премию «Gotham Awards» в номинации «Лучший актёрский ансамбль» за фильм «Клуб „Shortbus“».

## Избранная фильмография
| Год  |   | Русское название           | Оригинальное название          | Роль                    |
| ---- | - | -------------------------- | ------------------------------ | ----------------------- |
| 2000 | с | Притворщик                 | The Pretender                  | Сара Ларсен             |
| 2000 | с | Сильное лекарство          | Strong Medicine                | Одри Хэммонд            |
| 2003 | ф | Хуже не бывает             | Scorched                       | Конни                   |
| 2004 | с | Клиент всегда мёртв        | Six Feet Under                 | грабительница           |
| 2004 | с | Девочки Гилмор             | Gilmore Girls                  | Шерри                   |
| 2005 | с | C.S.I.: Место преступления | CSI: Crime Scene Investigation | Саша «Дакота» Рейнольдс |
| 2006 | ф | Клуб «Shortbus»            | Shortbus                       | Северин                 |
| 2009 | ф | Самый лучший               | The Greatest                   | Шей                     |